# 中谷美紀
中谷美紀（1976年1月12日—），日本女演員、女歌手，身高160公分、血型A型，東京都出身。中谷為電影旬報獎等各電影獎得主。
2015年7月底，中谷離開原經紀公司星塵傳播，成立個人事務所。2018年11月27日，中谷以公開親筆信表示已和德國籍中提琴手Thilo Fechner結婚。

## 略歷
1993年，中谷以電視劇《一個屋簷下》出道，1996年，發行個人首支單曲〈MIND CIRCUS〉。1999年，初主演電視劇《繼續》，在劇中飾演呆傻的天才女刑事「柴田純」一角而大受歡迎，成為個人代表作，演技受到肯定。2000年，和渡部篤郎、椎名桔平共同演出天童荒太原著小說改編的連續劇《永遠的仔》，細膩演繹亦獲好評。
2002年以降，發展重心轉至電影，2005年，在電影《電車男》中飾演「愛瑪仕」（因《電車男》原作中曾描述愛瑪仕小姐長得像中谷美紀，本人因而受邀參與演出）。此片亦是極少演出純愛作的中谷，罕見的純愛題材作品。2007年，在中島哲也執導的電影《令人討厭的松子的一生》中飾演「松子」，獲日本電影金像獎、電影旬報、報知電影獎、亞洲電影大獎等各大電影獎的最佳女主角獎。
2009年，中谷參演口碑話題劇《仁醫》，在劇中的氣場、感染力獲得眾多好評。2015年1月，睽違13年，再度主演富士電視台電視劇《影子寫手》。
2015年7月底，中谷正式離開待了25年的星塵傳播，成立個人事務所。

## 人物
- 由於與前事務所的同公司藝人柴咲幸外型相像，所以被外傳兩人是姊妹（或表姊妹），事實上兩人一點關係都沒有。2006年在中谷出版隨筆作品表明，有影迷將她誤認成柴崎幸，好玩之下簽上了「柴崎幸」的名字。其後在某次發表會上，中谷自己開場時即說「大家好，我是柴崎幸」。
- 討厭吸菸，在明石家秋刀魚節目中，主持人曾問「喜歡什麼樣的男性?」，她表示「我喜歡不吸菸的男性」。
- 以「正統派」的和風美人著稱。各公開正式場合多數以和服出席，本人亦表示喜愛。[5]

## 個人生活
2018年11月27日，中谷以親筆信方式宣布和大8歲的德國籍中提琴手Thilo Fechner結婚。對方在維也納愛樂樂團擔任中提琴手，兩人因2016年10月時維也納愛樂樂團前往日本表演，雙方經友人介紹認識交往，遠距離相戀兩年後入籍。中谷在信中表示男方將以奧地利為發展重心，而自己將以日本為主戰場。婚後會持續演藝工作。

## 戲劇作品
註：粗體字為主演作品

### 電影
| 年份 | 電影                         | 飾演角色           |
| ---- | ---------------------------- | ------------------ |
| 1995 | 大失戀                       | 麻美               |
| 1995 | BeRLiN                       | キョーコ           |
| 1998 | 七夜怪談                     | 高野舞             |
| 1998 | 織田信長（天下を取ったバカ） | 斋藤归蝶（浓姬）役 |
| 1999 | 七夜怪談續集─貞子謎咒        | 高野舞             |
| 2000 | 繼續電影版Beautiful Dreamer  | 柴田純             |
| 2000 | 混沌                         | 津島さと美         |
| 2003 | 壬生義士伝                   | ぬい               |
| 2004 | 雨鱒之川                     | 加藤沙月           |
| 2004 | 大約三十個謊言               | 宝田真智子         |
| 2005 | 電車男                       | エルメス           |
| 2005 | 疾走                         | アカネ             |
| 2006 | 力道山                       | 綾                 |
| 2006 | 令人討厭的松子的一生         | 川尻松子           |
| 2006 | 盛夏的聖誕節                 | 本田サユリ         |
| 2007 | 自虐之詩                     | 森田幸江           |
| 2007 | 異旅情絲(Silk)               | マダム・ブランシュ |
| 2008 | 幸福的馨香                   | 山下貴子           |
| 2009 | 零的焦點                     | 室田佐知子         |
| 2010 | 甜蜜小謊言                   | 岩本瑠璃子         |
| 2010 | 麵包超人 黑鼻子與魔法之歌    | カーナ（配音）     |
| 2011 | 源氏物語 千年之謎            | 紫式部             |
| 2011 | 阪急電車 單程15分鐘的奇蹟    | 高瀨翔子           |
| 2013 | 第七日的奇蹟                 | 五十嵐美久         |
| 2013 | REAL ～完美的蛇頸龍之日～    | 相原栄子           |
| 2013 | 清須会議                     | 寧                 |
| 2013 | 尋訪千利休                   | 宗恩               |
| 2014 | 渴望                         | 東                 |
| 2015 | 裁縫師的美麗人生             | 南市江             |
| 2021 | 總理之夫                     | 相馬凛子           |
| 2023 | THE LEGEND & BUTTERFLY       | 各務野             |

### 電視劇
| 年份 | 電視劇                    | 飾演角色                        |
| ---- | ------------------------- | ------------------------------- |
| 1993 | 一個屋簷下                | 三船愛子                        |
| 1994 | 遠山金志郎美容室          | 栗原冬美                        |
| 1995 | 車站的故事                | 天宮果南子                      |
| 1995 | 長男之嫁2                 | 渡辺かおり                      |
| 1996 | 青春白皮書                | 城ヶ丸遙                        |
| 1997 | 戀愛迷宮                  | 小池美香                        |
| 1998 | Days                      | 江崎まゆみ                      |
| 1998 | 愛的和弦                  | 浅羽由希                        |
| 1999 | 繼續                      | 柴田純                          |
| 1999 | 遊戲的高手                | 篠原螢子・篠原花・篠原雪（3役） |
| 1999 | 女医                      | 宮木有希                        |
| 2000 | 永遠的仔                  | 久坂優希                        |
| 2000 | 真夏的聖誕節              | 星野波流                        |
| 2001 | 惡女17歲                  | 森山芽美                        |
| 2001 | 世界奇妙物語秋の特別編    | 守原蘭                          |
| 2001 | 聖徳太子                  | 刀自古郎女                      |
| 2002 | 愛與青春的宝塚            | トモ（星風鈴子）                |
| 2002 | 戀愛偏差值第一章 燃燒殆盡 | 山村怜子                        |
| 2002 | TOP LADY                  | 織原ちはる                      |
| 2002 | 老爸                      | 進藤晶                          |
| 2009 | 白洲次郎                  | 白洲正子役                      |
| 2009 | 仁醫                      | 友永未来、野風（二役）          |
| 2010 | 離婚症候群 SP             | 渡辺貴美子                      |
| 2011 | 仁醫 完結編               | 橘未来、野風（二役）            |
| 2012 | 神聖怪物們                | 春日井優佳（二役）              |
| 2012 | 美麗的天雨                | 西脇アカネ                      |
| 2012 | 十万分の一の偶然 SP       | 山内明子                        |
| 2013 | 花之鎖SP                  | 美雪                            |
| 2014 | NHK大河劇 軍師官兵衛      | 櫛橋 光                         |
| 2015 | 影子寫手                  | 遠野理紗                        |
| 2016 | 我不是無法結婚，是不婚    | 橘雅                            |
| 2016 | 模仿犯SP                  | 前畑滋子                        |
| 2016 | IQ246〜華麗事件簿〜       | 森本朋美                        |
| 2017 | 單戀                      | 日浦美月                        |
| 2018 | 有家可歸的戀人們          | 佐藤真弓                        |
| 2019 | 晴～總合商社之女          | 海原晴                          |
| 2019 | 同一屋簷下的四個女人      | 牧田佐知                        |
| 2020 | 別在病房唸經              | 三宅涼子                        |
| 2020 | 華麗追隨                  | 奈良里美                        |
| 2023 | LIFE2 給予者 索取者       | 倉澤樹                          |
| 2023 | ONE DAY                   | 倉内桔梗                        |

## 音乐作品
| #      | 发售日         | 专辑           |
| ------ | -------------- | -------------- |
| 1st    | 1996年9月4日   | 食物连锁       |
| 2nd    | 1997年9月26日  | Cure           |
| 重混   | 1997年11月21日 | Vague          |
| 精选辑 | 1998年8月21日  | Absolute Value |
| 3rd    | 1999年11月10日 | 私生活         |
| 精选辑 | 2001年9月27日  | Pure Best      |
| 精选辑 | 2001年11月12日 | Miki           |

## 得獎記錄
| 年份     | 大賞名稱             | 獎項               | 作品                 |
| -------- | -------------------- | ------------------ | -------------------- |
| 1998年度 | 第18回日劇學院賞     | 最佳女主角獎       | 愛的和弦             |
| 1999年度 | 第20回日劇學院賞     | 最佳女主角獎       | 繼續                 |
| 2000年度 | 第24回エランドール賞 | 新人大賞           |                      |
| 2003年度 | 第27回日本電影金像獎 | 優秀女配角獎       | 壬生義士伝           |
| 2005年度 | 第19回高崎電影節     | 最優秀主演女優賞   | 大約三十個謊言       |
| 2006年度 | 第30回日本電影金像獎 | 最優秀女主角獎     | 令人討厭的松子的一生 |
| 2006年度 | 第80回電影旬報獎     | 最優秀主演女優賞   |                      |
| 2006年度 | 第31回報知電影賞     | 最優秀主演女優賞   |                      |
| 2006年度 | 第61回每日電影獎     | 最優秀主演女優賞   |                      |
| 2006年度 | 第1屆亞洲電影大獎    | 最佳女主角獎       |                      |
| 2007年度 | 第31回日本電影金像獎 | 優秀主演女優賞     | 自虐之詩             |
| 2009年度 | 第33回日本電影金像獎 | 優秀助演女優賞     | 零的焦點             |
| 2011年度 | 第35回日本電影金像獎 | 優秀主演女優賞     | 阪急電車             |
| 2013年度 | 第37回日本電影金像獎 | 優秀助演女優賞     | 一代茶聖千利休       |
| 2014年度 | 第9屆亞洲電影大獎    | 卓越亞洲電影人大獎 |                      |

## 外部連結
- 中谷美紀官方網站 （页面存档备份，存于）
- 中谷美紀在豆瓣上的资料（简体中文）
- 中谷美紀在时光网上的簡介（简体中文）